# CS-600
La CS-600 (Carretera Secundària 600) és una carretera de la Xarxa de Carreteres d'Andorra, que comunica Bixessarri a la CG-6 amb l'encreuament de les carreteres CS-142 cap a Fontaneda i la CS-144 cap a Civís a la Frontera amb Catalunya. També és anomenada Carretera del Canòlich.
Segons la codificació de carreteres d'Andorra aquesta carretera correspon a una Carretera Secundària, és a dir, aquelles carreteres què comuniquen una Carretera General amb un poble o zona. Concretament, en aquest cas, enllaça la CG-6 a Bixessarri amb la Fontaneda.
Aquesta carretera és d'ús local ja què només l'utilitzen los veïns de les poblacions que recorre, és una via amb gran quantitat de revolts tancats i alguns bastant perillosos, de fet, aquesta carretera és considerada com a perillosa.
Fins a l'any 2007 aquesta carretera era anomenada com a CS-111, a partir d'aquest any es va reanomenar com a CS-600, lo nom actual. L'antiga CS-112 i l'actual CS-600 tenen lo mateix recorregut, l'únic que van canviar va ser lo nom.

## Santuari de Canòlich
La Mare de Déu de Canòlic (o, en grafia històrica, Canòlich) és un santuari marià i una talla de la parròquia andorrana de Sant Julià de Lòria on es venera la Mare de Déu de Canòlic. És un monument declarat Bé d'interès cultural. 

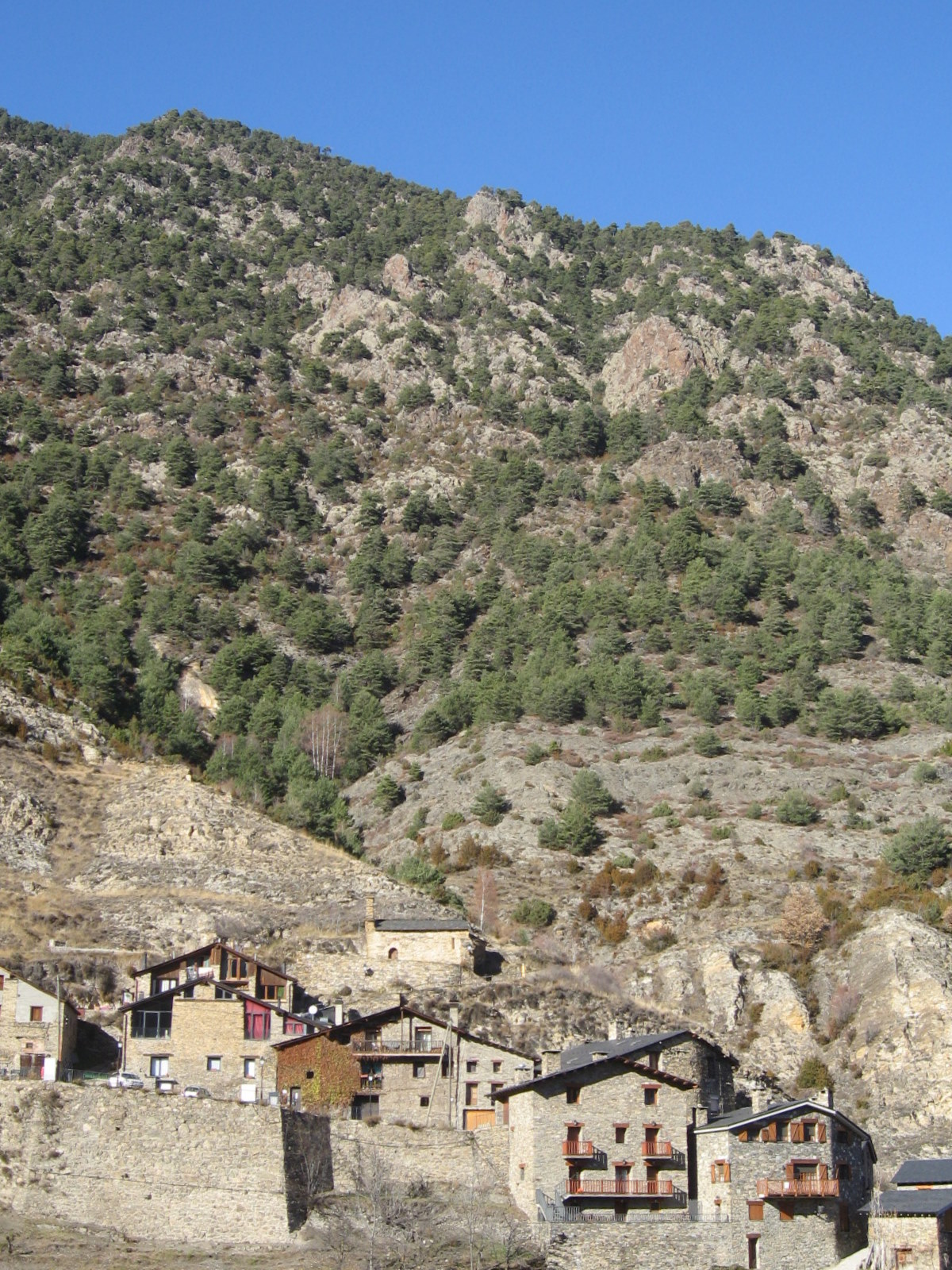
Fontaneda

## Recorregut[5]
- Bixessarri (CG-6)
- Santuari de Canòlich
- Coll de la Gallina
- Civís, frontera amb Catalunya (CS-144)
- Fontaneda i Mas d'Alins (CS-142)

| Tipus de Sortida  | Direcció de la sortida | Carretera que hi enllaça | Qm |
| ----------------- | ---------------------- | ------------------------ | -- |
| CS-600            | Bixessarri             | CG-6                     | 0  |
|                   | Santuari de Canòlich   |                          | 3  |
|                   | Coll de la Gallina     |                          | 8  |
|                   | Fontaneda              | CS-142                   | 14 |
| Civís (Catalunya) | CS-144                 |                          | 14 |
| CS-142            | Mas d'Alins            | CS-143                   | -  |